# Jewish Colonization Association
Pour les articles homonymes, voir JCA et ICA.
Créée à Londres en 1891 par le baron Maurice de Hirsch, la Jewish Colonization Association (abrégé en JCA ou ICA) se consacra à l'origine à soutenir l'émigration de Juifs de Russie et d'autres pays d'Europe de l'Est en les installant dans des colonies agricoles sur des terres achetées par le comité en Amérique du Nord (Canada et États-Unis), en Amérique du Sud (Argentine et Brésil) et en Palestine ottomane . Aujourd'hui, l'ICA est toujours active en Israël et y soutient des projets de développement spécifiques sous le nom de Jewish Charitable Association (ICA).

## Objectifs
Le but de l'association est énoncé en article 3 de sa charte : « aider et favoriser l'émigration des Juifs d'Europe ou d'Asie, principalement ceux des pays dans lesquels ils sont soumis à des impôts ou à des statuts spéciaux ou à d'autres incapacités, vers d'autres parties du monde, et établir des colonies dans diverses parties de l'Amérique du Sud, du Nord et d'autres pays, avec des activités agricoles, commerciales ou autres ». « Établir ou maintenir, ou aider à établir ou à maintenir, des institutions éducatives, des fermes modèles, des institutions bancaires ou des usines, ou toutes autres institutions et associations que le conseil jugerait bon pour aider les Juifs dans leur émigration et leur installation dans n'importe quelle partie du monde, excepté en Europe, avec le pouvoir de contribuer au financement des associations ou sociétés déjà existantes ou à venir, et ayant des objets qui selon l'opinion du conseil peuvent aider ou favoriser la mise en œuvre des objectifs de l'association ».
Concrètement, le but de Maurice de Hirsch était de favoriser l'émigration des Juifs est-européens, dont la situation se dégradait rapidement à la fin du XIXe siècle, en raison des persécutions qui suivirent les pogroms commis après l'assassinat du tsar Alexandre II de Russie en 1881 ; tout pays ou ils pourraient jouir de l'égalité des droits économiques, politiques et sociaux pouvait devenir un pays de destination.

## Fonctionnement
La JCA fut créée à Londres, comme une structure de droit anglais, avec un capital de 2 millions de livres sterling (£). Le baron lui remit une autre somme de 7 millions de livres en 1892.
La Jewish Colonization Association fut dirigée par un conseil de 5 membres jusqu'en 1896. En pratique, le baron de Hirsch était le seul décisionnaire.
Après sa mort en 1896, le conseil, porté à 11 membres, prendra la direction effective de l'association, présidée par Narcisse Leven à partir de 1901.

## Projets
Au départ, l'association se concentra fortement sur la création de colonies agricoles en Argentine. Beaucoup de Juifs est-européens avaient une bonne expérience dans ce domaine, pour avoir affermé les latifundia des aristocraties locales, jusqu'à ce que l'on le leur interdise. En 1896, à la mort de Hirsch, l'association possédait mille kilomètres carrés de terres en Argentine, sur lesquels vivait un millier de foyers, les « Gauchos juifs ».
L'émigration des Juifs vers l'Argentine fut combattue par celui qui deviendrait en 1896 le fondateur du sionisme, Theodor Herzl. Celui-ci la jugeait dispendieuse et irréaliste. Une entrevue entre Hirsch et Herzl, en 1895, tourna court, sans permettre de concilier les points de vue des deux hommes. À l'époque, Herzl était encore peu connu.
Après la mort de Maurice de Hirsch en 1896, il fut décidé de diversifier les objectifs. Des colonies autonomes, auto-suffisantes et capables d'autodéfense seront successivement fondées en Amérique du Nord, dans l'île de Chypre, en Asie Mineure, en Palestine, en Russie, en Roumanie et en Galicie austro-hongroise. L'Association financera également l'Alliance israélite universelle et d'autres groupes dont les objectifs étaient identiques aux siens.

### En Palestine
En 1896, la JCA commença à soutenir les communautés agricoles juives nouvellement établies en Palestine ottomane. Par un accord en 1899, la Jewish Colonization Association a récupéré la gestion des colonies agricoles fondées par le baron Edmond de Rothschild en Palestine (1er Aliyah sioniste). La propriété des localités, leurs exploitations agricoles et 25 000 hectares de terre ont ainsi été transférées à la JCA qui a alors joué un rôle financier important, permettant à des colonies existantes de continuer à trouver des financements, et permettant des rachats de terre pour implanter de nouveaux immigrants sionistes. Le baron Edmond James de Rothschild transféra à la JCA les titres de propriété de ses colonies (« moshavot ») en Palestine, ainsi que quinze millions de francs. À partir du 1er janvier 1900, la JCA restructura le soutien financier et administratif des colonies, les rendant ainsi plus rentables et indépendantes. Entre 1900 et 1903, elle créa quatre nouvelles moshavot : Kfar Tavor , Yavniel , Melahamia (Menahamia) et Bait Vegan. Elle établit également une ferme de formation agricole à Sejera.
L'opération en Palestine fut restructurée par le baron de Rothschild en 1924 sous le nom d'Association de colonisation juive de Palestine (PICA), son fils James Armand de Rothschild étant nommé président à vie.  La PICA transféra la plupart de ses propriétés à l'État d'Israël en 1957 et 1958. L'ICA reprit ses activités en Palestine en 1933, d'abord en association avec un autre fonds, puis à partir de 1955 sous le nom d'« ICA en Israël ».
Au XXIe siècle, l'organisation a concentré ses efforts sur le développement des régions périphériques de la Galilée (nord) et du Néguev (sud).

## XXesiècle
Au cours du XXe siècle, la JCA a continué à jouer un rôle d'aide aux émigrants juifs d'Europe de l'Est, en Palestine ou en Amérique.
Elle cesse progressivement ses activités après la Seconde Guerre mondiale une fois fondé l'État d'Israël.

## Synthèse
La Jewish Colonization Association a exprimé une tendance forte de la fin du XIXe siècle et du XXe siècle : face à la montée d’un antisémitisme européen attisé par les crises économiques, les guerres et le clergé chrétien, beaucoup de Juifs estiment qu’ils n’ont plus d’avenir dans leurs pays d’origine, et qu’il leur faut partir. La majorité ira en Amérique du Nord. Des groupes moins nombreux iront en Palestine (sionisme), en Amérique du Sud ou en Europe occidentale.
La Jewish Colonization Association financera une partie de ces efforts de relocalisation, y compris en Palestine, sans être une organisation sioniste.